# Bataafse Opstand
De Bataafse Opstand, ook wel de opstand van de Bataven of opstand van de Batavieren genoemd, was een opstand (69 – 70) van de (vermoedelijk) West-Germaanse Bataven onder leiding van Gaius Julius Civilis in de militaire provincie Neder-Germanië (Germania Inferior). Nadat de Bataven aanvankelijk overwinningen hadden behaald op de Romeinse legioenen, slaagde een groot Romeins leger onder leiding van Quintus Petillius Cerialis – gestuurd door de nieuwe keizer Titus Flavius Vespasianus – er uiteindelijk in de opstand neer te slaan en de toestand te stabiliseren. Bij de onderhandelingen werden de Bataven vernederende voorwaarden opgelegd, waardoor ze voortaan een permanent gelegerd legioen moesten dulden in hun land van herkomst.

## Voorgeschiedenis

### De Bataven
De Bataven onderhielden reeds vriendschappelijke relaties met de Romeinen ten laatste vanaf 15 v.Chr., toen Drusus een legerkamp (castra) op de Hunnerberg (in het huidige Nijmegen) bouwde. De Bataven waren bondgenoten (socii) van het Romeinse Rijk en vochten in vele veldslagen aan de kant van Rome. In de strijd tegen Arminius in Germania en (onder andere) Boudica (61) in Britannia verwierven de Bataven zich grote roem, wat niet altijd door de toenmalige keizer Nero werd gewaardeerd.

### De Romeinse burgeroorlog
In het voorjaar van 68 kwam Vindex, de gouverneur van Gallia Lugdunensis, in opstand tegen keizer Nero: het begin van het Vierkeizerjaar, de eerste Romeinse burgeroorlog in bijna honderd jaar. Lucius Verginius Rufus, de gouverneur (legatus pro praetore) van Opper-Germanië (Germania Superior), trok Vindex tegemoet en versloeg hem bij Vesontio, het hedendaagse Besançon. In juni pleegde Nero zelfmoord en werd Galba keizer. Rond deze tijd werden de Bataafse legeraanvoerders en broers Gaius Julius Civilis en Julius Paulus door Fonteius Capito, de gouverneur van Neder-Germanië, valselijk beschuldigd van rebellie. Julius Paulus werd in september 68 terechtgesteld en Civilis werd naar Rome afgevoerd. Later werd hij vrijgelaten en kon hij terugkeren, maar deze gebeurtenissen hadden veel kwaad bloed gezet bij zijn volk. Hordeonius Flaccus, de nieuwe legaat van Opper-Germanië die de door Galba afgezette Verginius Rufus had vervangen, stuurde vanwege de onrust bij de Bataven een detachement (vexillatio) van het 8e legioen naar Oppidum Batavorum (Nijmegen).
Na de dood van Galba in januari 69 werd Otho door de pretoriaanse garde naar voren geschoven als nieuwe keizer. Aulus Vitellius, die door Galba was benoemd als nieuwe legaat van Neder-Germanië, legde zich hier niet bij neer en trok met een groot leger naar Rome om de troon op te eisen. Hij werd gesteund door Hordeonius Flaccus. In april werden de troepen van Otho verslagen door die van Vitellius: Otho pleegde zelfmoord en Vitellius werd de nieuwe keizer. Een groot gedeelte van de Rijnlegers was met Vitellius naar Rome getrokken, zodat de Rijngrens (limes) ernstig verzwakt was. Nadat Vitellius de troon had veroverd stuurde hij meteen een deel van zijn leger terug. Onder deze troepen bevonden zich ook acht Bataafse cohorten hulptroepen (auxilia) die waren ingedeeld bij het 14e legioen. Toen het leger Mogontiacum (Mainz) had bereikt, kregen ze nieuwe orders: ze moest rechtsomkeert maken om Vitellius te beschermen tegen de nieuwe troonpretendent Vespasianus. Vitellius wilde verder dat Flaccus hem nieuwe troepen stuurde, maar deze weigerde omdat dit de grens nog kwetsbaarder zou maken dan dat die al was. Daarop beval Vitellius dat de jonge mannen van de Bataven werden opgeroepen voor militaire dienst.
Intussen kreeg Julius Civilis schriftelijk (van Antonius Primus) en mondeling (van Hordeonius Flaccus) te horen dat Vespasianus, met wie hij in Britannia samen had gevochten, hem vroeg een opstand te beginnen, teneinde diens greep naar de macht te steunen. Civilis stelde zich door geheime boodschappen te sturen in verbinding met de Cananefaten, de Frisii en de Bataafse cohorten die in Britannia en Mogontiacum (Mainz) lagen.

## De opstand

### De Cananefaten
In augustus 69 kwamen de Cananefaten, die leefden in het Nederlandse kustgebied, op aandringen van Civilis onder leiding van Brinno in opstand tegen de Romeinse bezetters. De Frisii en Chauken sloten zich bij de opstandelingen aan. De opstand van de Cananefaten kwam als een grote verrassing voor de Romeinen; Flaccus had geen opstand bij de Cananefaten verwacht. Brinno overviel de winterkampen van twee cohorten aan de kust, waarschijnlijk de Praetorium Agrippinae (Valkenburg) en Lugdunum Batavorum (Katwijk). De opstand van Brinno en zijn bondgenoten verliep voorspoedig en andere versterkingen van de Romeinen werden verwoest of ontruimd, waaronder Matilo (Leiden–Roomburg), Albaniana (Alphen aan den Rijn), Traiectum (Utrecht) en Fectio (Vechten). Ook in Woerden zijn resten van een brandlaag gevonden door de verwoesting van het castellum Laurium.

### De Bataven
Civilis speelde dubbelspel en verzekerde de Romeinen dat hij de opstand van de Cananefaten snel de kop in zou drukken. Maar lang kon hij zijn ware bedoelingen niet verbergen en het kwam in de buurt van Driel tot een veldslag tussen de opstandelingen en Romeinse hulptroepen onder bevel van primus pilus Gaius Aquillius Proculus: een Tungri-eenheid liep over naar de Bataven en de Romeinse troepen werden verpletterend verslagen. Oppidum Batavorum (Nijmegen) ging intussen in vlammen op en nog meer legerkampen, waaronder Ceuclum (Cuijk), werden door de Romeinen verlaten.
Na deze desastreuze nederlaag besloot Flaccus zijn legioenen te sturen: grote detachementen van het 5e legioen Alaudae, 15e legioen Primigenia en de nodige hulptroepen, totaal ongeveer 6500 man, onder leiding van Munius Lupercus. Op de Betuwe, ten noorden van Oppidum Batavorum kwamen ze in gevecht met het Bataafse leger. Claudius Labeo, de Bataafse commandant van een cavalerie-eenheid (ala), liep hierbij over naar de opstandelingen. De Treveren en Ubiërs werden uiteengeslagen. Opnieuw werden de Romeinen verslagen: de legionairs konden zich ternauwernood in Castra Vetera (Xanten) in veiligheid brengen. Claudius Labeo, die een grote rol in de overwinning had gespeeld, was een plaatsgenoot en concurrent van Julius Civilis. Deze wilde zijn rivaal niet laten doden, maar liet hem bij de Frisii gevangenzetten.
Ondertussen was een groot detachement Bataven en Cananefaten, op bevel van Vitellius, onderweg naar Rome toen ze door gezanten van Civilis werden ingehaald. Terstond maakten deze rechtsomkeert en sloten zich bij de opstand aan. Flaccus wist niet wat hij moest doen: enerzijds had hij een sterke voorkeur voor Vespasianus en zou hij derhalve de Bataafse Opstand moeten steunen, anderzijds lag de loyaliteit van zijn troepen bij hun commandant Vitellius. Ook was hij allerminst zeker van de nieuwe troepen die met overhaaste lichtingen onder de lokale bevolking waren opgericht. Bij Bonna (Bonn) kwam het tot een treffen met de terugkerende Bataven en Cananefaten. De Romeinse commandant Herennius Gallus kreeg bevel van Hordeonius Flaccus een front tegen de terugkerende Bataven te vormen. De Bataven stuurden gezanten met de boodschap dat zij niet op voet van oorlog met de Romeinen verkeerden, maar slechts verlangden naar rust en de aanblik van hun vaderland. Als niemand hen de voet dwars zette, zou hun doortocht zonder schade verlopen, zo niet was men ook bereid zich met het zwaard een weg te banen. Herennius Gallus deed een poging de numeriek zwakkere Bataven te omsingelen, maar het ratjetoe aan oudgedienden, inderhaast opgetrommelde cohorten Belgae en zelfs landvolk waren geen partij voor de ervaren Bataven, die zich in wigformatie schaarden en, dicht opeengepakt, de Romeinse omsingeling doorbraken en de troepen op de vlucht joegen.

### Het beleg van Castra Vetera
In september 69 begon Civilis, volgens hem in naam van de latere keizer Vespasianus, met de belegering van het grote Romeinse fort Castra Vetera (Xanten). Vespasianus naderde Italië, zodat Vitellius geen versterkingen kon sturen. Flaccus liet de Rijngrens versterken om inmenging door de Germanen te voorkomen en hij liet ook versterkingen uit andere provincies aanrukken. Daarna stuurde hij zijn onderbevelhebber Vocula met het 22e legioen naar Novaesium (Neuss) en trok zelf met het 1e legioen naar Bonna (Bonn). De Romeinse legers zouden van daaruit optrekken tegen de Bataven. In Bonna kwamen de soldaten in opstand tegen de ziekelijke Flaccus, maar Vocula wist de onrust de kop in te drukken door een van de muiters te laten executeren. Flaccus gaf het commando over aan Vocula, die verder trok naar Gelduba (Krefeld). Hier wachtten de Romeinse legers de gebeurtenissen in Italië af. Terwijl de troepen langs de noordelijke grens vanuit Gallië versterking ontvingen, organiseerde Civilis plundertochten in het gebied van de Treveren (bij Trier) en Ubiërs (bij Keulen). Ook ondernam hij een nieuwe poging Castra Vetera stormenderhand in te nemen, maar ook deze poging mislukte. Wel slaagde hij erin Asciburgium (Asberg, tussen Xanten en Neuss) te veroveren. De situatie in Castra Vetera was ondertussen nijpend geworden. Er heerste groot gebrek aan voedsel en er waren vele gewonden. De Rijn was stevig in handen van de opstandelingen en men probeerde over land bevoorrading uit Novaesium te krijgen. De colonnes waren echter slecht georganiseerd en ongedisciplineerd, en werden door de troepen van Civilis overvallen.
Begin november kwam het nieuws dat Vitellius was verslagen door Vespasianus, die nu de nieuwe keizer van het Romeinse Rijk was. Dit kwam slecht aan bij de Romeinse soldaten, omdat Vitellius hun bevelhebber was en vele soldaten uit de Rijnlegers met Vitellius naar Italië waren getrokken, en nu moesten ze Vespasianus trouw zweren. Flaccus was ondertussen gedwongen te wachten wat Civilis zou gaan doen: wanneer deze werkelijk Vespasianus steunde zou hij het beleg van Castra Vetera opgeven en de Bataafse Opstand beëindigen. Civilis wist dat hij zich niet meer achter de brief van Vespasianus kon verschuilen en besloot de Romeinen bij Gelduba aan te vallen voordat deze Vetera konden bereiken. De Bataven leken aan de winnende hand te zijn, maar door Flaccus gestuurde Baskische hulptroepen (Vascones) arriveerden net op tijd om het Romeinse leger bij te staan. Civilis verloor bij Gelduba zijn beste mannen en had eindelijk zijn ware bedoelingen getoond. Vocula rukte op naar het noorden en brak de belegering van Vetera.

### De dood van Flaccus en Vocula
Maar op dat moment werd het 4e legioen in Mogontiacum (Mainz) door de Usipeti en Chatten aangevallen, waardoor Vocula gedwongen was naar het zuiden terug te keren om de rust te herstellen. In Novaesium liet Flaccus aan de soldaten het geld ter ere van de troonsbestijging van Vespasianus uitdelen, het zogenaamde donativum. Op 17 december begonnen de Saturnaliën: een feest ter ere van de god Saturnus. Die nacht kwamen bij de soldaten de oude gevoelens van onvrede over hun bevelhebber weer boven. Flaccus werd door zijn manschappen vermoord en Vocula kon ternauwernood ontsnappen. Het was zeker geen algemene opstand, want Vocula kon korte tijd later terugkeren en de orde herstellen. In januari 70 ontzette hij het belegerde Mogontiacum. Vocula wist dat hij met zijn onbetrouwbare legioenen geen kans maakte in een rechtstreekse confrontatie. Hij trok naar Colonia Claudia Ara Agrippinensium (Keulen) en gaf de Bataafse edelman Claudius Labeo, die aan de Friezen was ontsnapt, een kleine strijdmacht van infanterie en cavalerie, waarmee deze een guerrillaoorlog tegen de Bataven en hun bondgenoten begon. Hierdoor werd Civilis gedwongen zijn strijdmacht op te delen.
Ondertussen breidde de opstand zich uit: de Treveri en Lingones sloten zich bij de opstandelingen aan. Julius Classicus en Julius Tutor, aanvoerders van de Treveri-hulptroepen van het Romeinse leger, liepen met hun troepen over naar de opstandelingen. Grote delen van Vocula's leger liepen hierna over naar de rebellen. Julius Classicus liet Aemilius Longinus, een deserteur uit het 1e legioen, Vocula vermoorden. Na zijn dood liepen de restanten van het 1e en 6e legioen over naar de Gallische opstandeling Julius Sabinus.

### De opstand houdt aan
Het jaar 70 begon goed voor de opstandelingen. De twee Romeinse legioenen zaten nog steeds opgesloten in het belegerde Castra Vetera en de rest van de Romeinse strijdkrachten was niet sterk genoeg om de opstand neer te slaan. Bovendien hadden de Treveren en Lingones Gallië onafhankelijk verklaard. Julius Sabinus, de tegenkeizer, wist het 1e Germaanse en het 16e Gallische legioen aan zijn kant te krijgen. In Castra Vetera werd de situatie wanhopig: de voedselvoorraden waren zo ver uitgeput, dat de legionairs hun eigen paarden en muilezels moesten opeten om te overleven. Zonder uitzicht op ontzet was commandant Munius Lupercus in maart gedwongen zich over te geven. De legioenen werd een vrijgeleide beloofd als zij het kamp aan de rebellen overlieten om te plunderen. Het 5e en 15e legioen marcheerden het kamp uit, met achterlating van alle persoonlijke wapens, artillerie en kostbaarheden. Na enkele kilometers liepen zij echter al in een Germaanse hinderlaag en werden ze vrijwel allen uitgemoord. De commandant en de hoogste officieren werden als slaven geschonken aan de profetes Veleda, die de opstand van de Bataven voorspeld had. Munius Lupercus is daar volgens Tacitus echter nooit aangekomen omdat hij voortijdig vermoord werd. Na dit succes trok Civilis naar Keulen, waar hij zijn kamp opsloeg.

### De komst van Cerialis
Ondertussen had Civilis de troepen van Labeo verslagen, waarschijnlijk in de buurt van Maastricht. Claudius Labeo zelf wist te ontsnappen. Civilis was nog steeds op jacht naar hem, waarbij intussen ook Atuatuca Tungrorum (Tongeren) in vlammen was opgegaan, toen in de zomer van 70 vanuit het zuiden Quintus Petillius Cerialis arriveerde met vier legioenen, waaronder het 2e, 13e en 21e legioen. Dit zou het begin van het einde voor Civilis' opstand worden. Sabinus plaatste twee legioenen in Augusta Treverorum (Trier) om de Romeinen tegen te houden. Bij de aankomst van het 21e legioen Rapax wisselden de legioenen opnieuw van loyaliteit en zwoeren ze trouw aan hun nieuwe keizer Vespasianus. Ondanks de weinig standvastige houding nam Cerialis de legioenen toch op in zijn strijdmacht, maar reeds bij de volgende slag met de opstandelingen in de buurt van Treverorum lieten de legioenen het afweten; slechts de standvastigheid van het 21e legioen Rapax voorkwam dat de Romeinen een nederlaag leden. In mei 70 bereikte de legermacht Mogontiacum, waar het 4e en 22e legioen zich bij het leger voegden, waardoor Cerialis nu over acht legioenen kon beschikken. Bij Castra Vetera kwam het tot een confrontatie tussen de Bataven en Romeinen: de Bataven werden verslagen en sloegen op de vlucht. In september was de opstand neergeslagen.

## Erfgoed
- In Museum Het Valkhof in Nijmegen wordt een ronde bronzen schijf bewaard met de tekst C AQUILLI PROCULLI LEG(io) XIII AUG(usta). Deze schijf is tijdens of vlak voor de opstand begraven geraakt en kan dus met een zekere mate van waarschijnlijkheid in verband worden gebracht met de door Tacitus beschreven Aquilius. Zie ook: Oppidum Batavorum.
- Er zijn uit deze tijd wijdverbreide brandhaarden bekend, onder meer in Atuatuca Tungrorum en Oppidum Batavorum, wat Tacitus' relaas ondersteunt.